# Gina McCarthy
Regina McCarthy, detta Gina (Boston, 1954), è una politica statunitense; è stata Amministratrice dell'Environmental Protection Agency.

## Biografia
Originaria del Massachusetts, la McCarthy si laureò alla Tufts University e successivamente lavorò come funzionaria statale. Grande esperta di tematiche ambientali, fu collaboratrice e consigliera di vari governatori, sia democratici sia repubblicani.
Dopo essere stata assunta dall'United States Environmental Protection Agency (EPA), la McCarthy divenne assistente dell'amministratore Lisa P. Jackson. Quando nel 2013 la Jackson rassegnò le dimissioni dall'incarico, il Presidente Obama decise di nominare la McCarthy come nuova amministratrice. La nomina venne osteggiata da alcuni senatori repubblicani, ma alla fine Gina McCarthy venne eletta amministratore dell'EPA con una votazione di 59 favorevoli a 40 contrari.